# St. Marcellinus und Petrus (Seligenstadt)

Kirche St. Marcellinus und Petrus in Seligenstadt, Ansicht von Südwesten

Die Kirche St. Marcellinus und Petrus, umgangssprachlich aufgrund ihrer Geschichte auch Einhardsbasilika bezeichnet, liegt in Seligenstadt in Hessen. Sie war ursprünglich die Kirche des Klosters Seligenstadt und wurde nach dessen Säkularisation zur Pfarrkirche.

## Geschichte

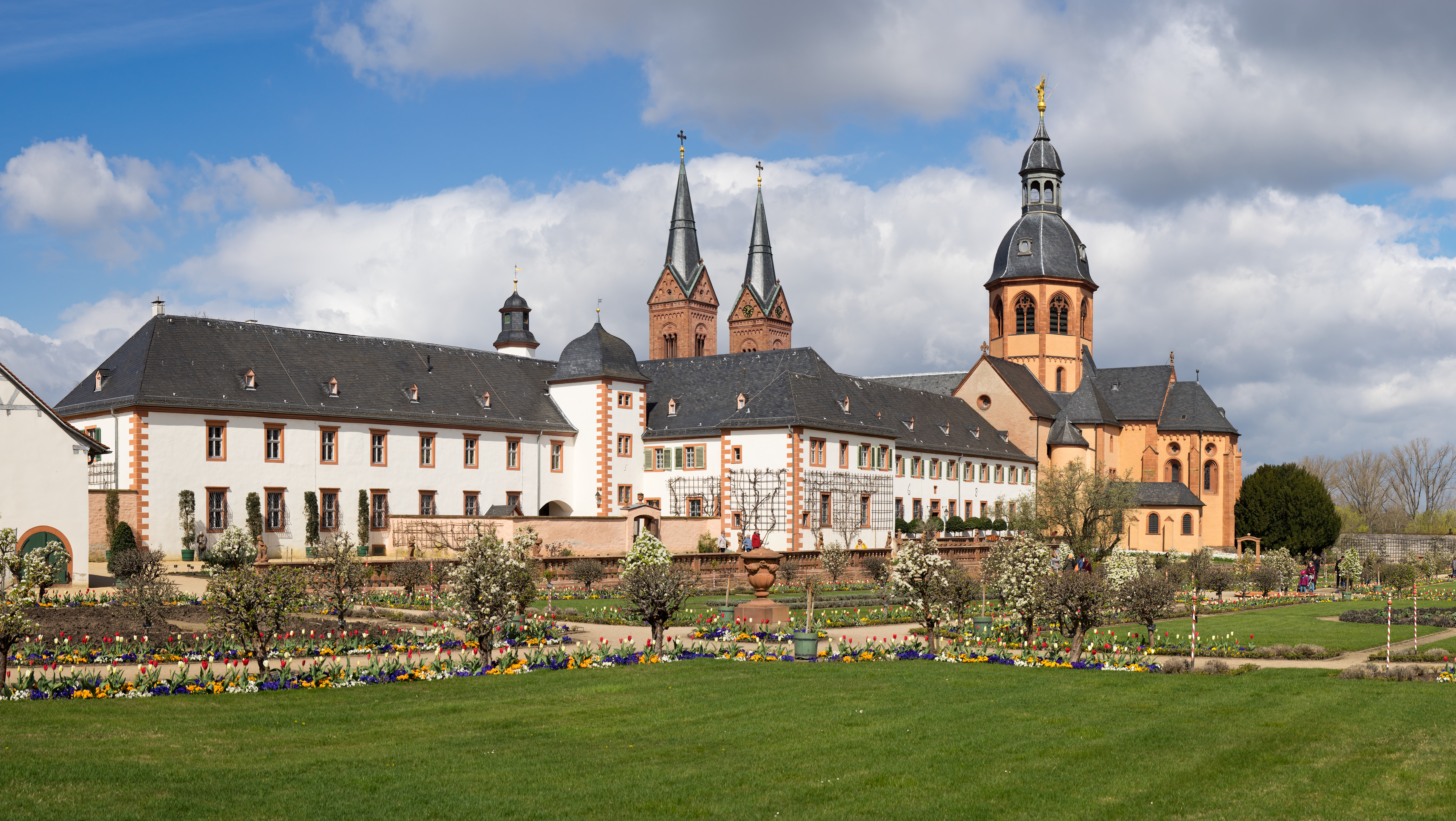
Blick auf St. Marcellinus und Petrus (rechts) und Konventsgebäude des Klosters (links) aus dem Konventsgarten (vorne)

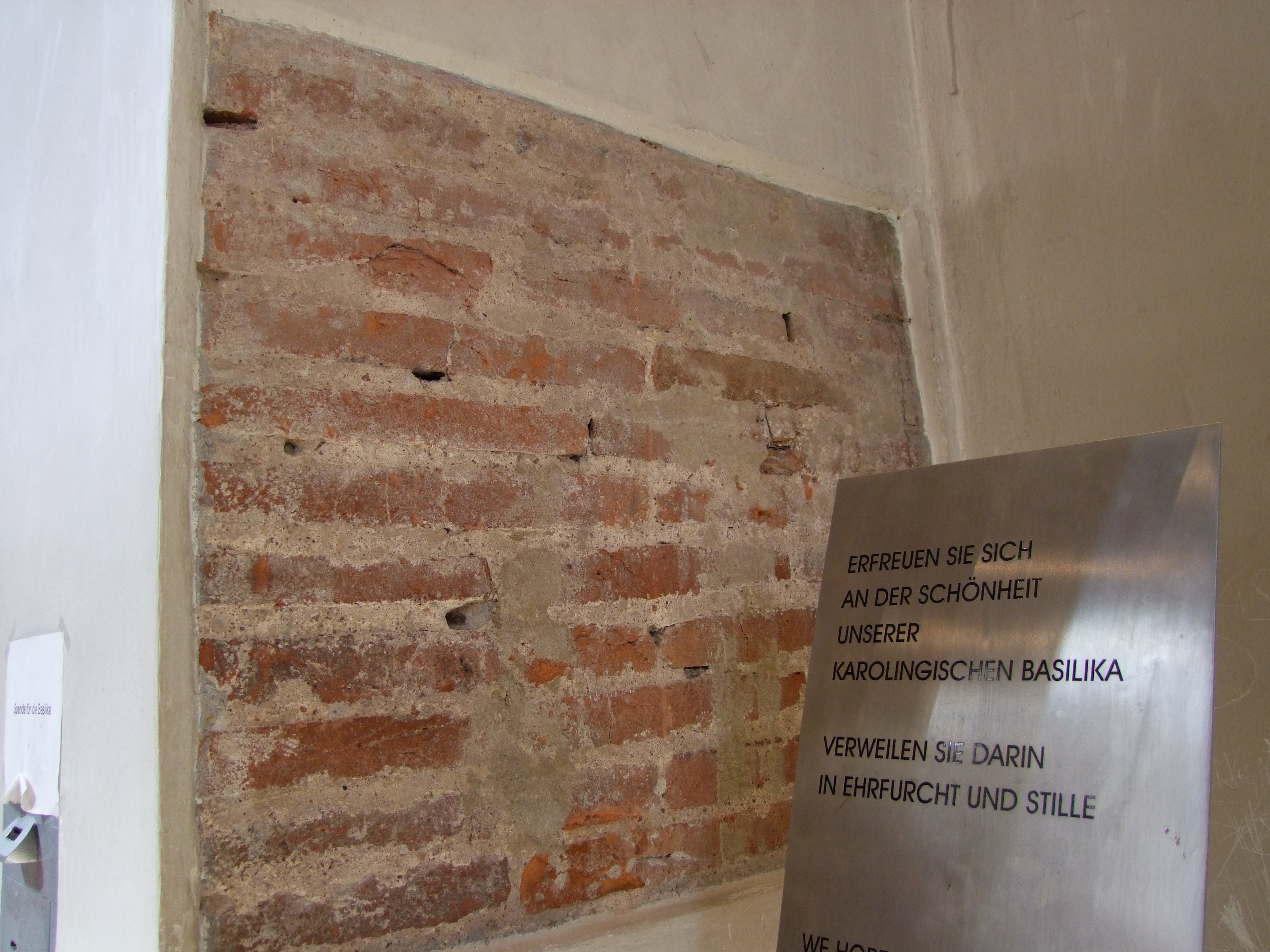
Karolingische Bausubstanz

Die ursprünglich von Einhard in Auftrag gegebene Klosterkirche war als dreischiffige Pfeilerbasilika konzipiert. Die ursprünglichen Westtürme wurden um 1050 angefügt und trugen ein schlichtes Pyramidendach. Erweiterungen der Basilika erfolgten im 13. Jahrhundert, darunter ein neuer Chor. Damals wurden die Gebeine der beiden Märtyrer von der Ringkrypta in den Hochaltar verlegt. Mit diesem Umbau wurden die ursprüngliche Apsis und Krypta aufgegeben. Die Vierung erhielt einen monumentalen über Dach achteckigen Turm mit erhöhtem Gewölbe.
In dieser Gestalt blieb die Kirche über Jahrhunderte erhalten. Der Dreißigjährige Krieg zog Kloster und Kirche stark in Mitleidenschaft. Erst um 1690 waren wieder die Ressourcen vorhanden die Anlage umfassend – und jetzt in barocken Formen – zu renovieren. Zur Vorbereitung der 900-Jahr-Feier der Abtei 1725 [!] ließ Abt Petrus IV. umfangreiche Arbeiten ausführen: Zwischen den romanischen Türmen erhielt die Kirche 1722 einen Portalbau mit großen Giebelfiguren: Einhard, flankiert von Allegorien der pietas (Frömmigkeit) und constantia (Beständigkeit) – die Figurengruppe steht heute im Klostergarten; ein Seitenportal mit Abt Peters Wappen befindet sich in der Not-Gottes-Kapelle. Eine breite Treppenanlage, ihre Balustrade und hohe Sockel der Standbilder beider Kirchenpatrone geleiteten Besucher nun zum alten Atrium. Der Vierungsturm erhielt eine glockenförmige Haube mit einer vergoldeten und drehbaren Kupferstatue des Erzengels Gabriel. 1730 wurde der Südturm abgerissen und 1736 in vereinfachter Form wieder aufgebaut.
Nach Aufhebung des Klosters mit dem Reichsdeputationshauptschluss 1803 wurde das Kloster von der Landgrafschaft Hessen-Darmstadt übernommen, die 1806 zum Großherzogtum Hessen wurde, das die ehemalige Abteikirche 1812 an die römisch-katholische Pfarrei als Pfarrkirche übereignete, weil die bisherige Pfarrkirche abgebrochen wurde.
Als Pfarrkirche erfuhr das Gebäude eine letzte eingreifende Veränderung, nachdem Bauschäden auftraten: 1840 musste der barocke Südturm wegen statischer Probleme zu einem Teil abgetragen werden. 1865 wurde auch der mittelalterliche Nordturm und die gesamte Westfassade abgerissen. 1868 begann unter Baurat Ernst Braden ein Teilneubau. Dieser wurde mittelalterlich-historisierend ohne Rücksicht auf das barocke Erscheinungsbild durchgeführt, der Nordturm abgebrochen, die westliche Fassade in neuromanischem Stil als unverputzte Werksteinfassade aus rotem Buntsandstein neu errichtet, die barocken Skulpturen des Portalbaus nicht wieder angebracht.
Am 22. August 1925 wurde die Kirche durch Papst Pius XI. mit dem Apostolischen Schreiben Historicis constat zur Basilica minor erhoben.
Zwischen 1936 und 1953 wurde in mehreren Etappen der Baubestand untersucht, worauf eine abschnittweise Restaurierung und Rekonstruktion des mittelalterlichen Erscheinungsbildes erfolgte. Im Lang- und Querhaus wurden die frühneuzeitlichen Gewölbe durch Flachdecken ersetzt. Nach dem Vorbild von vier im Querhaus erhaltenen karolingischen Fenstern wurden die übrigen 1938/39 rekonstruiert. Die ursprünglichen Fenster waren in der Barockzeit herausgeschlagen und vergrößert worden. Die Basis- und Kämpferprofile sowie das Gurtgesims im Mittelschiff wurden nach Befunden wiederhergestellt, nachdem auch diese im Barock beseitigt oder stark verändert worden waren. Auch die historistische Ausstattung und Farbfassung wurde damals wieder komplett beseitigt. Weitere Instandsetzungen in der Zeit nach dem Zweiten Weltkrieg waren bestrebt, dem Besucher den Innenraum im Wesentlichen in den Architekturformen des 9. und 13. Jahrhunderts zu präsentieren.

## Gebäude

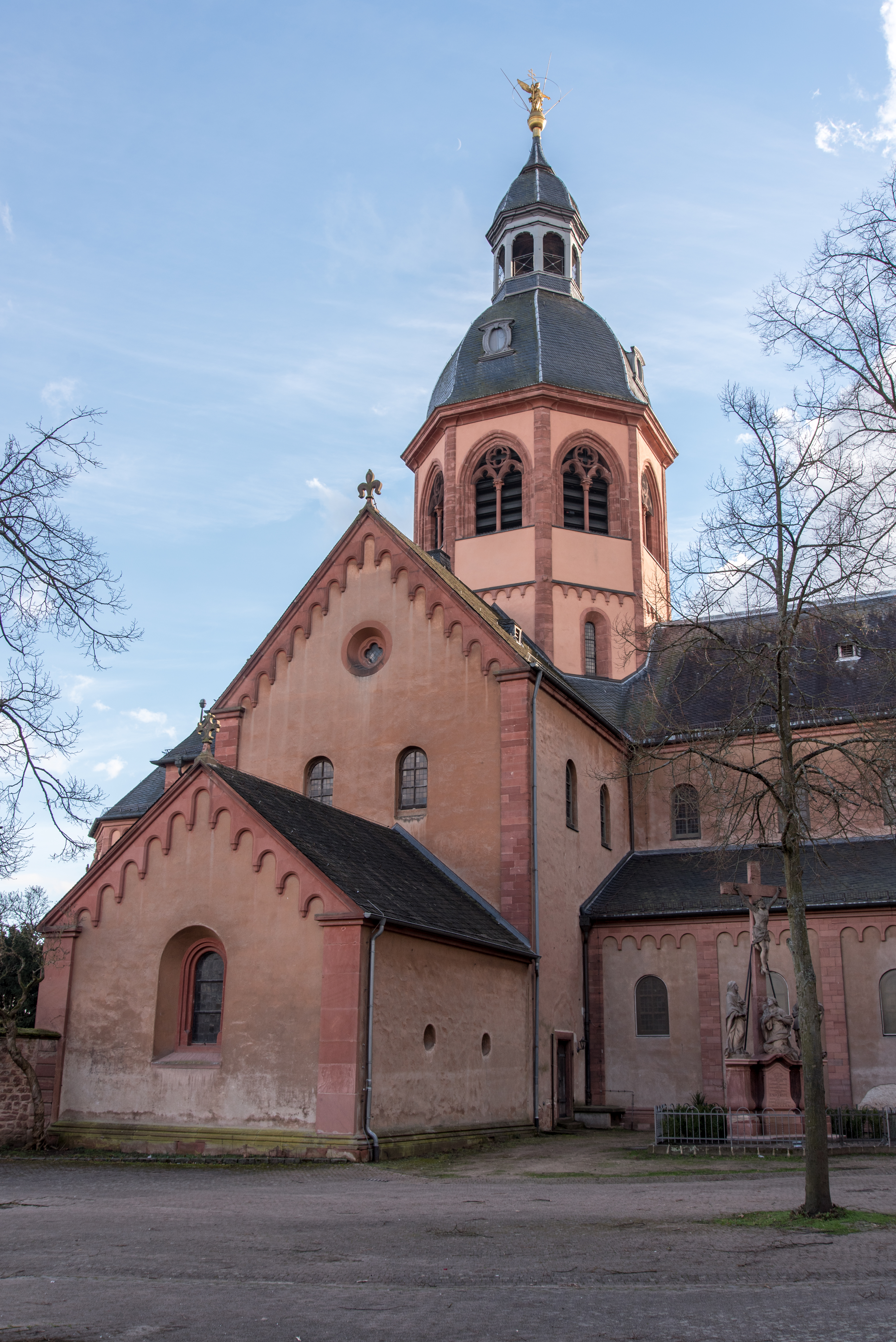
Kirche St. Marcellinus und Petrus in Seligenstadt: Mittelschiff und Querhaus 9. Jh., Sakristei 11. Jh., Glockengeschoss 2. H. 13. Jh., Turmhaube 1722, Seitenschiffswände Ersatz 1872

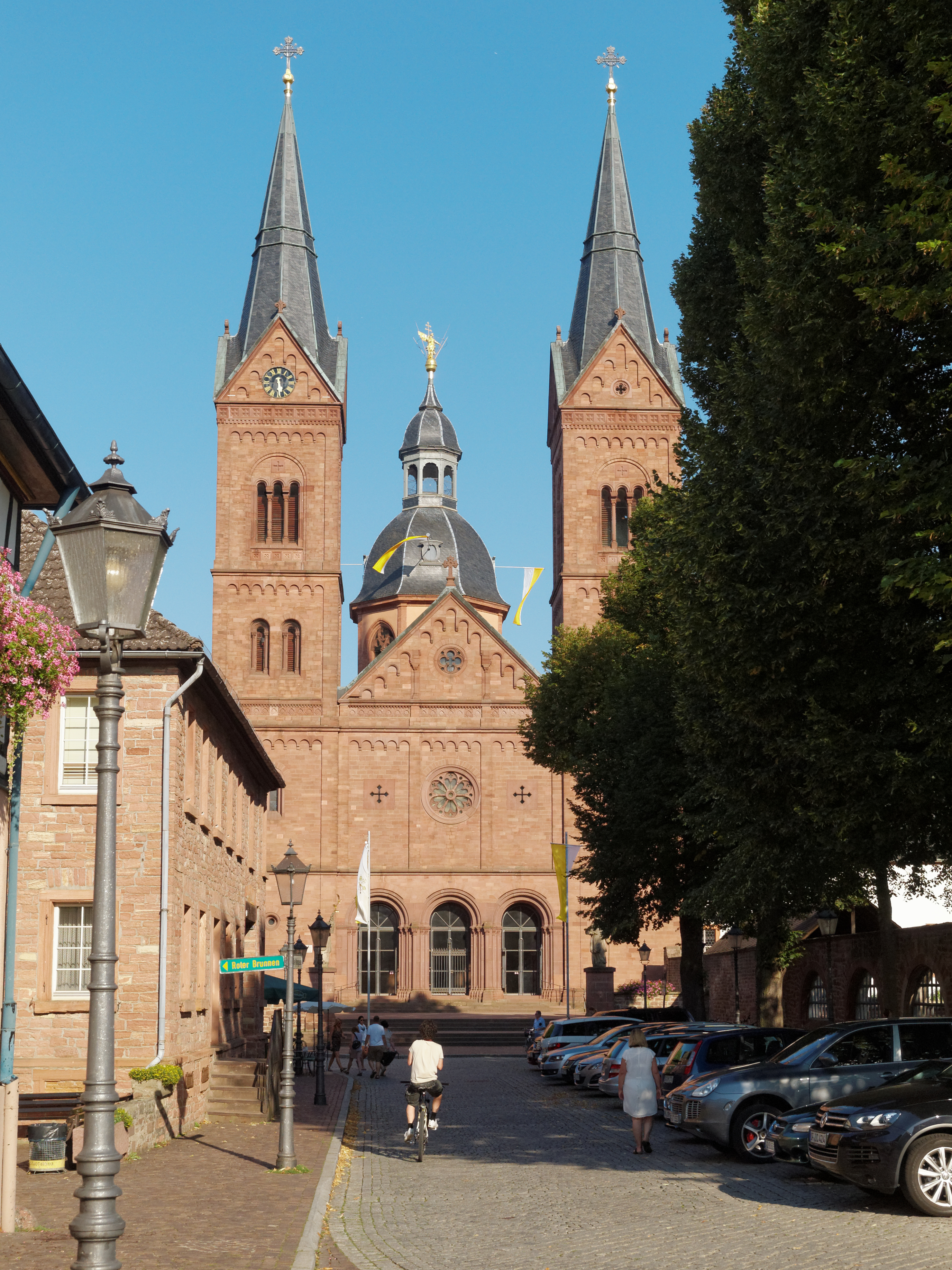
Neoromanische Westfassade

### Grundriss und Lage
Die dreischiffige Basilika steht heute auf kreuzförmigem (zur Karolingerzeit T-förmigem) Grundriss.

Südlich an die Basilika grenzen die Klostergebäude der aufgehobenen Benediktinerabtei an, die von einer Mauer weitläufig bis zur Mainfront umfasst werden. Die Mauer endet am nördlichen Querhaus, weshalb es nicht möglich ist, die Basilika zu umrunden. 

### Äußeres
Bedingt durch die Baugeschichte stellt sich der Außenbau heute stilistisch heterogen dar. Nach den Umbauten des 19. und 20. Jahrhunderts dominieren heute wieder romanische Formen.
Die Westfassade mit dem Eingangsbereich hat drei Rundbogenportale, Vorhalle, zwei im Grundriss quadratische Türme und stammt aus dem letzten Drittel des 19. Jahrhunderts. Zu ihr führt eine Treppenanlage, flankiert von den barocken Statuen der Schutzpatrone Marcellinus und Petrus. Die Westfassade weist einfache Bogenfenster, Oculus, Lisenen und Rundbogenfries auf. Im ersten Turmgeschoss wurden zweibogige im zweiten dreibogige Fenster mit Überfangbogen verwendet.
Auch im Übrigen dominieren romanische Stilelemente. Unter einer Blendarkade stehen in starkem stilistischen Kontrast zu dieser Architektur Adam und Eva von Stephan Balkenhol (1996).
Frühgotisch ist der achteckige Vierungsturm mit Maßwerkfenstern und hohem Kuppelgewölbe, vollendet im 13. Jahrhundert. Haube und Laterne sind barocke Zutaten von 1722. Ursprünglich hatte der Vierungsturm ein Pyramidendach. Die kupferne Statue des Erzengels Gabriel, die den Vierungsturm krönt, stammt von 1743.

### Inneres

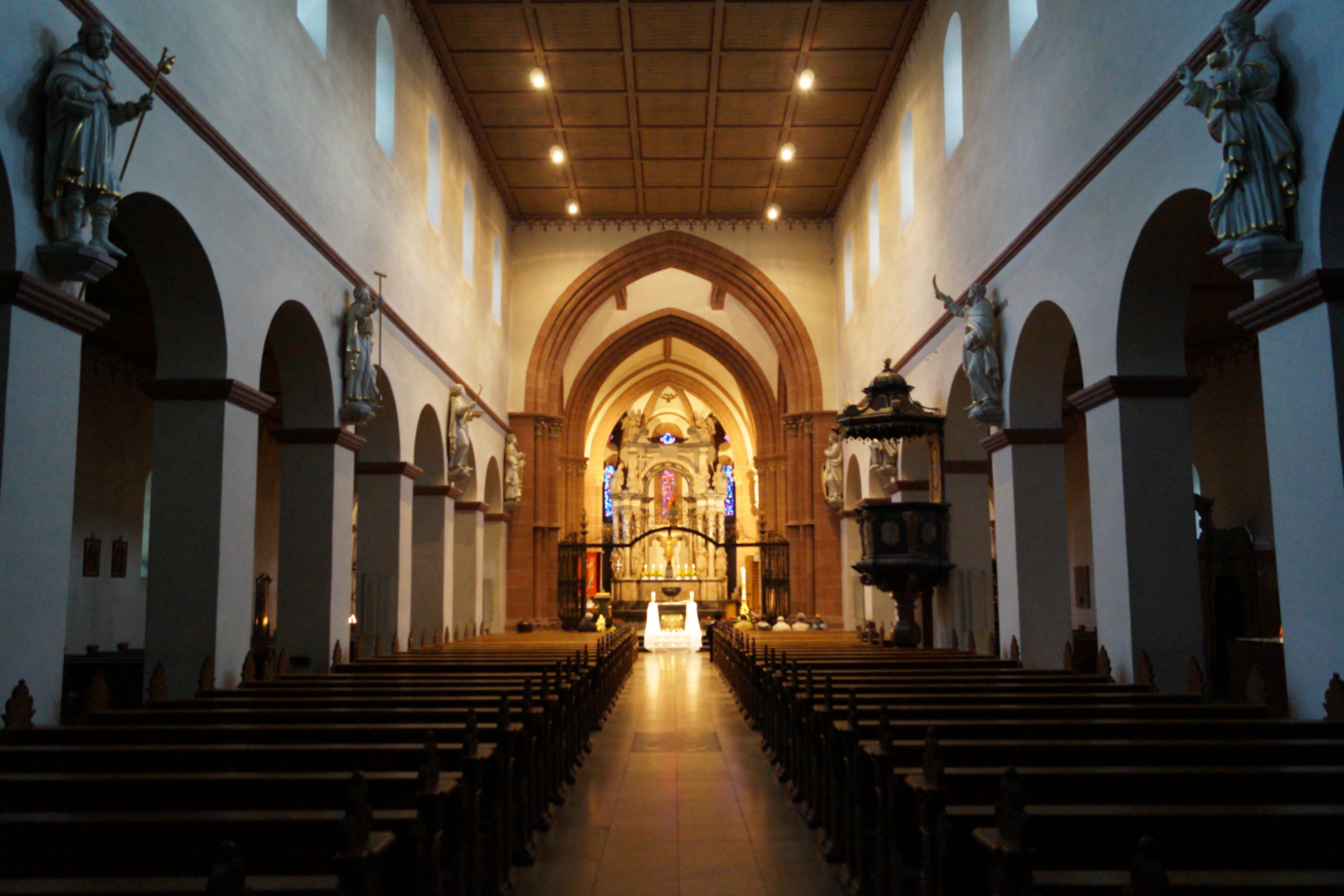
Blick durch das Mittelschiff

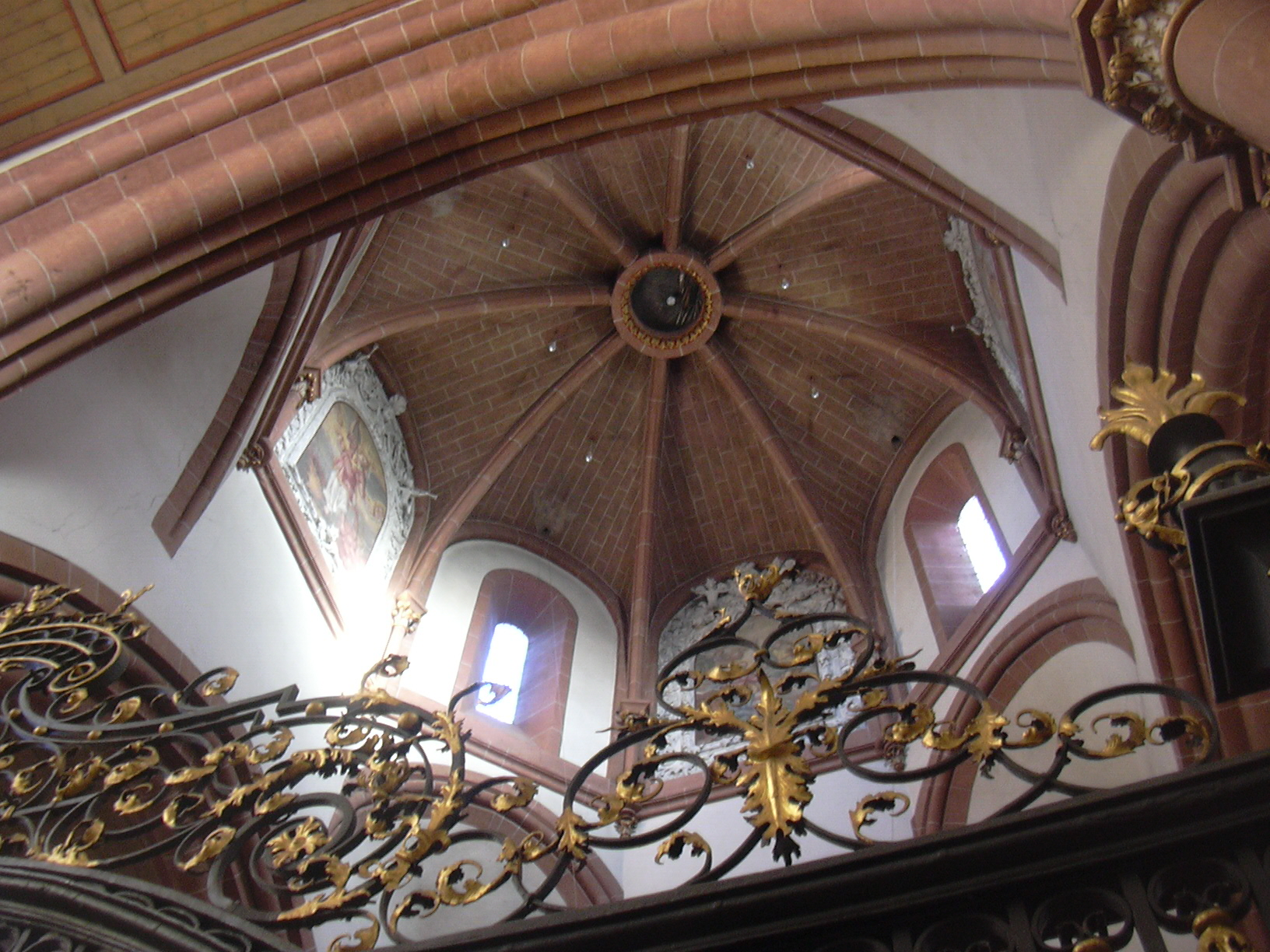
Gewölbe des Vierungsturms

Das Langhaus besteht aus neun Jochen, das Querhaus aus drei Jochen. Beides ist im Wesentlichen ursprüngliche, karolingische Bausubstanz aus dem 9. Jahrhundert. Die Wände der Seitenschiffe wurden im 19. Jahrhundert erneuert. Ein zweijochiger Anbau nördlich an das Querhaus stammt aus dem 11. Jahrhundert und war ursprünglich das Archiv der Abtei. Heute steht dort der Einhard-Sarkophag. Der Innenwandaufriss ist zweizonig: Über rundbogigen Arkaden mit kräftigen quadratischen Pfeilern liegt ein Obergaden mit kleinen, rundbogigen Fenstern. Der weiße Putz ist zwar modern, jedoch war die Kirche auch ursprünglich innen wie außen weiß verputzt, aber auch bunt bemalt. Reste des ursprünglichen Putzes sind in der Krypta erhalten. Im modernen Putz wurden einige „Fenster“, unverputzte Bereiche, belassen und zeigen die darunter liegende karolingische Bausubstanz. Ein hoher frühgotischer Spitzbogen leitet über zur Vierung, ein weiterer von der Vierung zum Chor. Die Übergänge von der Vierung zu beiden Querhaus-Jochen hingegen sind Rundbögen. Die Gewölbekuppel über der Vierung verjüngt sich nach oben zu einem Oktogon mit Engels-Fresken. Sie stammt aus der Umbauphase des 13. Jahrhunderts.
Der Chor aus dem 13. Jahrhundert mit einem Joch und 5/8-Schluss entstand im romanisch-gotischen Übergangsstil mit einer gotischen Gewölbekonstruktion und kräftigen Kreuzrippen. Diese frühgotischen Bauteile weisen eine enge Beziehung zur Marienkirche in Gelnhausen auf. Flankiert wird der Chor durch zwei Turmstümpfe, die nie vollendet wurden. Der Raum unter dem nördlichen von ihnen, die Alte Sakristei, wurde 1993 saniert.
Die heute als Sakristei genutzte ehemalige Abtskapelle (Neue Sakristei) südlich des Chors ist ein barocker Anbau.
Eine vermauerte römische Inschrift der cohors I civium Romanorum equitata an der Südwand des Hauptschiffes (hinter der Figur des Apostels  Bartholomäus) belegt, dass auch zahlreich Spolien aus römischer Zeit in der Kirche verbaut wurden.

## Ausstattung

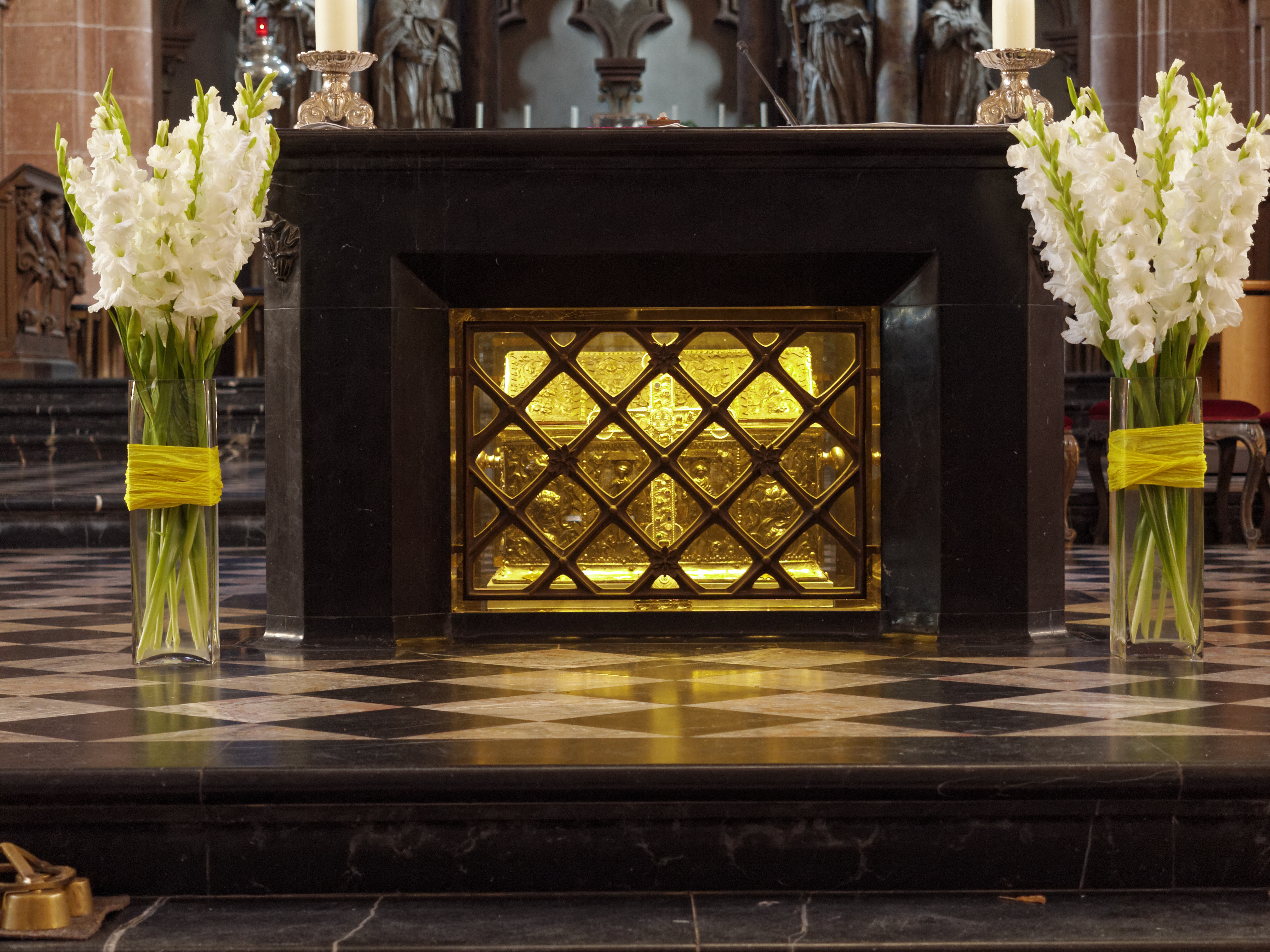
Der Schrein unter dem Altar

Zu den älteren Ausstattungsstücken gehört das Kruzifix im Chorraum über dem Zelebrationsaltar, hier angebracht zu Anfang der 1990er Jahre. Vorher wurde das Kreuz als „Wilgefortiskreuz“ bezeichnet und hing an einer Seitenwand des Langschiffs. 1907 ließ der damalige Pfarrer Wickert dem schon seinerzeit rudimentären Korpus Arme, Füße und Krone anstücken. Auch das Kreuz und die Farbgestaltung wurden neu geschaffen. Entgegen der Bestimmung in Achim Zöller 2001, S. 18 als „romanisch“ ist der Korpus ein Werk vom Ende des 15. oder Anfang des 16. Jahrhunderts. Das zeigen sowohl die faltenreiche fußlange Tunika, wie auch die Gestaltung von Antlitz, Haupt- und Barthaar – alles in spätgotischen Stilelementen. Die Gewand- und Haargestaltung verweist außerdem sehr deutlich auf die Altarskulptur der Göttlichen Hilfe in der Kath. Pfarrkirche B.M.V. und St. Gangolf in Bamberg. Die Göttliche Hilfe ist eine Christusdarstellung in der Ärmeltunika, deren Verehrung 1356 vom Hülfensberg im Eichsfeld nach Bamberg eingeführt wurde. Die heutige Skulptur in St. Gangolf in ihrem faltenreichen Gewand ersetzte nach 1525 eine Vorgängerin und diente als ikonographisches Vorbild für zahlreiche Nachbildungen in Franken und in der Oberpfalz. Daher gehört(e) der Kruzifixus in der Basilika mit hoher Wahrscheinlichkeit in die Reihe dieser Nachbildungen. Entweder wurde er vom Kloster vor Ort in Auftrag gegeben oder in Süddeutschland bzw. in Franken erworben.
Die übrige Inneneinrichtung ist barock. Im Langhaus gilt dies sowohl für die Kanzel als auch für die Skulpturen der 12 Apostel oberhalb der Kämpferplatten der Pfeiler.
Der Chorraum wird an Stelle des früheren Lettners durch ein vergoldetes Eisengitter abgeteilt, das Abt Peter IV. zur 900-Jahr-Feier anfertigen ließ. Es wird nur zu den Gottesdiensten geöffnet.
Unter dem Zelebrationsaltar befindet sich ein Schrein aus getriebenem Silber, der die Reliquien der Heiligen Marcellinus und Petrus enthält. Der von Abt Franziskus I. 1680 in Auftrag gegebene Schrein ist mit Akanthus-Ornamentik und Skulpturen der Märtyrer-Familien geschmückt.
Im Chorraum stehen drei Barockaltäre (18. Jahrhundert), die aus der Kartäuserkirche Mainz stammen. Als deren Kloster 1781 aufgehoben wurde, kamen die Altäre nach Seligenstadt.
- Der Hochaltar, 1715 nach Entwürfen des kurfürstlichen Hofarchitekten Maximilian von Welsch für das Karthäuserkloster St. Michael bei Mainz, ist ein auf Säulen ruhender Baldachin, unten flankiert von den vier Kirchenvätern Hieronymus, Ambrosius von Mailand, Augustinus von Hippo und Papst Gregor der Große. Auf der oberen Reihe, den Kämpferplatten, sitzen Johannes der Täufer, Josef von Nazaret mit Jesuskind, Rabanus Maurus sowie Bonifatius. Möglicherweise wurde der Altar einmal von einem Gnadenstuhl gekrönt; erhalten ist nur die Taube als Symbol des Heiligen Geistes. Alle Figuren, Basen, Kapitelle und Arkantusornamente des Hochaltars sind aus Alabaster. Die Arbeit aus der Mainzer Werkstatt von Burkard Zamels gilt als ein wegweisendes Werk mittelrheinischen Barocks.
- Im Zentrum des Seitenaltars im südlichen Querhaus steht der Josephsaltar in einer Muschelnische der Josef von Nazaret mit dem Jesuskind, eine Aschaffenburger Arbeit von Ernst Hofmann (1780), die aus der abgerissenen Pfarrkirche von Seligenstadt stammt. Die übrigen Skulpturen in der Sockelzone und auf dem gesprengten Giebel stellen Figuren des Alten Testaments dar: Moses, Aaron, Samuel und Melchisedech. Gekrönt wird der Altar von Gottvater in königlicher Herrscherpose.
- Der Muttergottesaltar als architektonisches Pendant dieses Seitenaltars im nördlichen Querhaus trägt in der Muschelnische eine frühgotische Sandstein-Madonna mit Kind (stark restauriert) und als Flankenfiguren die vier Evangelisten mit ihren Attributen. Krönungsfigur ist der auferstandene Christus mit Kreuz.[22]
- Zwei weitere barocke Marmoraltäre sind Christus am Kreuz und dem heiligen Sebastian gewidmet.

Im Nekrolog-Schrein sind alle Seligenstädter Äbte seit Einhard auf Pergament registriert.
In den nur mit Führung zugänglichen Nebenräumen sind noch folgende Ausstattungsstücke zu erwähnen:
- Im nördlichen Querhaus befindet sich die Einhardkapelle mit dem barocken Marmorsarkophag Einhards und seiner Frau Emma, verziert mit Flammenvasen und Wappen, der unter Abt Peter IV. 1725 errichtet wurde.[22]
- Spätgotisches Kruzifix, um 1500, das mit der Tilman-Riemenschneider-Schule in Verbindung gebracht wurde (Neue Sakristei).
- In der Alten Sakristei ein Eichenschrank (Frankfurt, Anfang 18. Jahrhundert) mit Messkelchen, spätgotischer Schrank mit Monstranzen, Kreuzigungsgruppe und zwei Skulpturen (Wendelinus und Leonhard von Limoges) eines Meister Mathis, der möglicherweise mit Mathis Gothart-Nithart identisch ist.

## Orgel

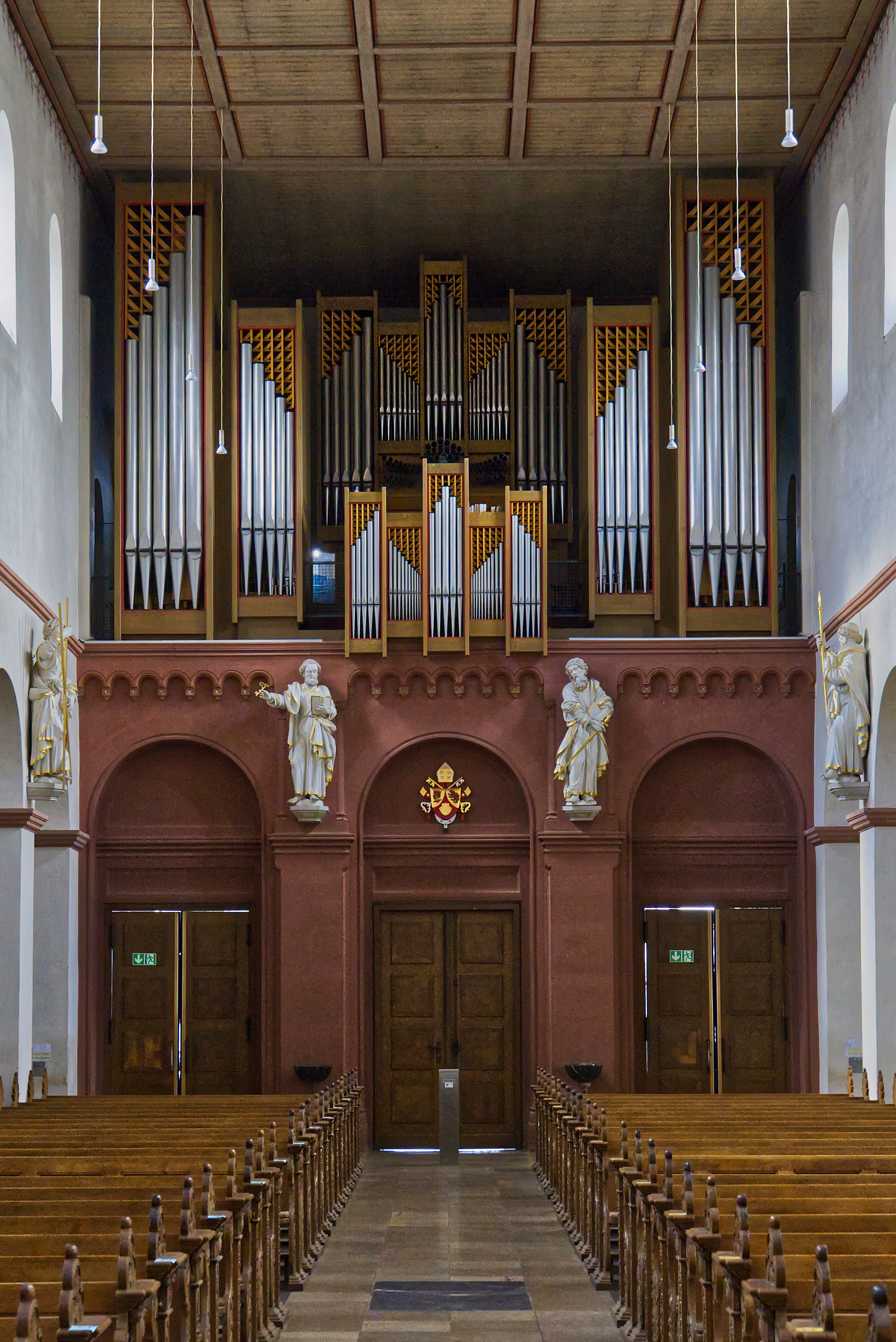
Blick auf die Wilbrand-Orgel auf der Westempore

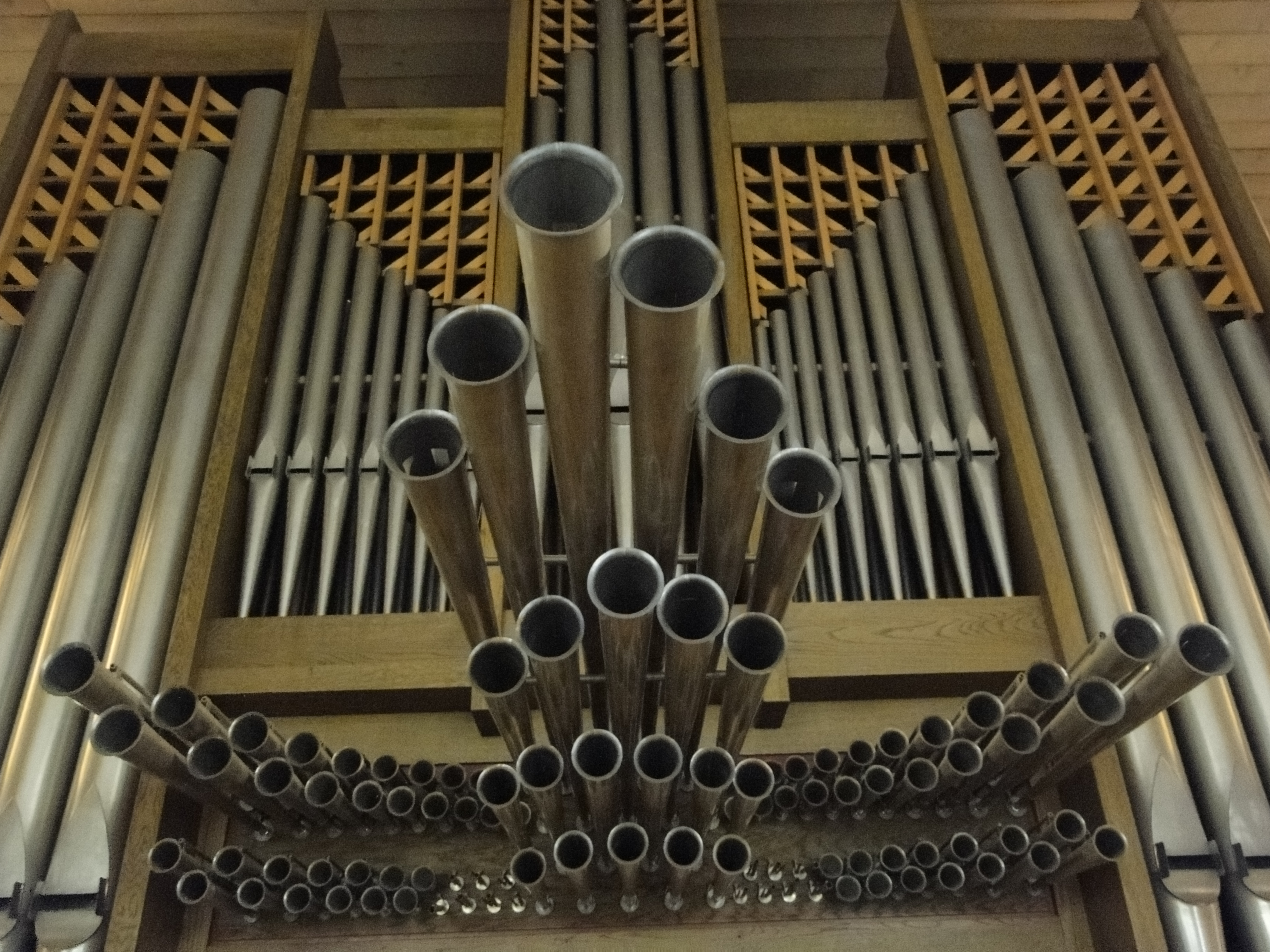
Spanische Trompeten

Die Orgel der Basilika wurde in den Jahren 1978 bis 1981 von der Orgelbaufirma Wilbrand aus Übach-Palenberg erbaut und 1999 durch die Orgelbaufirma Hugo Mayer aus Heusweiler saniert und umintoniert. Das Schleifladen-Instrument hat 50 Register auf drei Manualen und Pedal. Die Spieltrakturen sind mechanisch, die Registertrakturen und Koppeln elektrisch.
| I Rückpositiv C–g3 |                      |       |
| 1.                 | Holzgedackt          | 8′    |
| 2.                 | Quintatön            | 8′    |
| 3.                 | Principal            | 4′    |
| 4.                 | Blockflöte           | 4′    |
| 5.                 | Principal            | 2′    |
| 6.                 | Waldflöte            | 2′    |
| 7.                 | Quinte               | 1 ⁄3′ |
| 8.                 | Sesquialter II       | 2 ⁄3′ |
| 9.                 | Scharffmixtur III–IV | 1′    |
| 10.                | Regal                | 16′   |
| 11.                | Schalmey             | 8′    |
|                    | Tremulant            |       |

| II Hauptwerk C–g3 |                |       |
| 12.               | Gedacktpommer  | 16′   |
| 13.               | Principal      | 8′    |
| 14.               | Metallgedackt  | 8′    |
| 15.               | Gemshorn       | 8′    |
| 16.               | Octave         | 4′    |
| 17.               | Rohrflöte      | 4′    |
| 18.               | Gemsquinte     | 2 ⁄3′ |
| 19.               | Superoctave    | 2′    |
| 20.               | Mixtur IV–V    | 1 ⁄3′ |
| 21.               | Cornet IV      | 4′    |
| 22.               | Trompete       | 8′    |
| 23.               | Span. Trompete | 8′    |
| 24.               | Span. Trompete | 4′    |
|                   | Tremulant      |       |

| III Schwellwerk C–g3 |                 |        |
| 25.                  | Holzprincipal   | 8′     |
| 26.                  | Viola da Gamba  | 8′     |
| 27.                  | Vox coelestis   | 8′     |
| 28.                  | Rohrflöte       | 8′     |
| 29.                  | Principal       | 4′     |
| 30.                  | Koppelflöte     | 4′     |
| 31.                  | Rohrnazard      | 2 ⁄3′  |
| 32.                  | Schwiegel       | 2′     |
| 33.                  | Terz            | 1 3⁄5′ |
| 34.                  | Octave          | 1′     |
| 35.                  | Fourniture IV–V | 2′     |
| 36.                  | Zymbel II       | 1⁄2′   |
| 37.                  | Dulcian         | 16′    |
| 38.                  | Trompette harm. | 8′     |
| 39.                  | Oboe            | 8′     |
|                      | Tremulant       |        |

| Pedal C–f1 |               |         |
| 40.        | Principalbass | 16′     |
| 41.        | Subbass       | 16′     |
| 42.        | Quinte        | 10 2⁄3′ |
| 43.        | Octave        | 8′      |
| 44.        | Holzpommer    | 8′      |
| 45.        | Choralbass    | 4′      |
| 46.        | Nachthorn     | 2′      |
| 47.        | Mixtur V      | 2 ⁄3′   |
| 48.        | Posaune       | 16′     |
| 49.        | Trompete      | 8′      |
| 50.        | Trompete      | 4′      |

- Koppeln: I/II, III/I, III/II, I/P, II/P, III/P
- Spielhilfen: 64-fache Setzeranlage mit Sequenzer

## Glocken
Die Glocken der Basilika waren sowohl im Ersten Weltkrieg als auch im Zweiten Weltkrieg von einer Glocken-Konfiszierung für die Rüstungsproduktion betroffen. Im Jahr 1925 goss die renommierte Glockengießerei Otto aus Bremen-Hemelingen vier Bronzeglocken für die Basilika. Am 30. April 1942 läuteten die jetzigen Basilika-Glocken zunächst zum letzten Mal. Im Jahr 1946 wurden sie in der britischen Besatzungszone auf dem Glockenfriedhof in Hamburg aufgefunden und als die Basilika-Glocken identifiziert. Nach Freigabe durch die britische Militärregierung übernahm die Glockengießerei Gebrüder Rincker im Auftrag der Diözese Mainz die Rückführung der Glocken nach Seligenstadt. Ein Konvoi aus fünf Lastkraftwagen brachte die Glockenfracht am Nachmittag des 16. Juli 1947 nach Seligenstadt.
Das Geläut wurde in der Folge noch um zwei Glocken erweitert. 1950 goss die Glockengießerei Otto eine a'-Glocke für Seligenstadt und im Jahr 1999 lieferte die Glocken- und Kunstgießerei Rincker eine Glocke für den Vierungsturm.
Die sechs Kirchenglocken hängen auf drei Türme verteilt. Die große Glocke im Südturm hängt im Holzglockenstuhl am Holzjoch, die Glocken 2 bis 5 des Nordturmes im Stahlglockenstuhl an Holzjochen von Hamm (Frankenthal) 1909. Die kleine Glocke hängt im Vierungsturm im barocken Holzglockenstuhl am Holzjoch.
| Glocke | Name                 | Gussjahr | Gießer, Gussort                   | Gewicht | Durchmesser | Nominal (16tel) | Turm         |
| ------ | -------------------- | -------- | --------------------------------- | ------- | ----------- | --------------- | ------------ |
| 1      | Marzellinus & Petrus | 1925     | Ferdinand Otto, Bremen-Hemelingen | 3300 kg | 1740 mm     | h0 –7           | Südturm      |
| 2      | Maria                | 1925     | Ferdinand Otto, Bremen-Hemelingen | 2100 kg | 1440 mm     | d1 –6           | Nordturm     |
| 3      | Johannes             | 1925     | Ferdinand Otto, Bremen-Hemelingen | 1600 kg | 1270 mm     | e1 –7           | Nordturm     |
| 4      | Bartholomäus         | 1925     | Ferdinand Otto, Bremen-Hemelingen | 1300 kg | 1100 mm     | fis1 –70        | Nordturm     |
| 5      | Laurentius           | 1950     | Ferdinand Otto, Bremen-Hemelingen | 0650 kg | 0980 mm     | a1 –8           | Nordturm     |
| 6      | Benedikt             | 1999     | Rincker, Sinn                     | 0410 kg | 0860 mm     | h1 –7           | Vierungsturm |